# Personaggi di Final Fantasy X

I protagonisti di Final Fantasy X. Da sinistra verso destra: Wakka, Auron, Lulu, Yuna, Rikku, Tidus e Kimahri.

Questa pagina descrive i personaggi del videogioco di ruolo giapponese Final Fantasy X, decimo capitolo della saga videoludica di Final Fantasy sviluppata da Square.
Esistono sette personaggi giocanti, tra cui il protagonista Tidus, un ragazzo allegro e gioviale e un asso del Blitzball, che cerca un modo per tornare a Zanarkand dopo che Sin lo ha condotto a Spira. Per fare ciò, si unisce a Yuna, un'invocatrice in pellegrinaggio per ottenere l'Invocazione Suprema e sconfiggere così Sin. In viaggio con loro in qualità di guardiani di Yuna vi sono: Kimahri, un guerriero della tribù dei Ronso che ha protetto Yuna fin dalla più tenera età; Wakka, un giocatore di Blitzball il cui fratello minore è stato ucciso da Sin; e Lulu, una severa maga nera cresciuta con Yuna e Wakka. Durante il viaggio al gruppo si uniscono anche Auron, un ex-monaco guerriero che aiutò Braska, il padre di Yuna, e Jecht, il padre di Tidus, nello sconfiggere Sin dieci anni prima dell'inizio della storia; e Rikku, una vivace ragazza Albhed e la prima persona amica ad assistere Tidus al suo arrivo a Spira.

## Personaggi principali

### Tidus
Tidus (ティーダ?, Tīda) è un talentuoso giocatore di Blitzball di 17 anni e il protagonista di Final Fantasy X. Sebbene Tidus sia il suo nome ufficiale, i giocatori hanno la possibilità di rinominarlo all'inizio del gioco. Originario della potente e tecnologica città di Zanarkand, Tidus giunge su Spira in seguito ad un attacco da parte di Sin e scopre che in questa realtà Zanarkand è stata distrutta mille anni prima. Egli diviene così un guardiano di Yuna al fine di trovare un modo per tornare a casa, ma durante il viaggio deve rimettere in discussione le sue posizioni quando scopre la verità sulle sue origini, su suo padre Jecht, che è diventato Sin, e sulle implicazioni del pellegrinaggio di Yuna, di cui si è innamorato. Il suo abbigliamento venne scelto per differenziarlo da quello delle genti di Spira, provenendo egli da un altro mondo, mentre la sua personalità gioviale fu pensata in contrasto con i precedenti protagonisti della saga di Final Fantasy. Tidus appare anche nella serie Kingdom Hearts ed è l'eroe che rappresenta Final Fantasy X in Dissidia Final Fantasy. È doppiato in giapponese da Masakazu Morita e in inglese da James Arnold Taylor.

### Yuna
Yuna (ユウナ?, Yūna) è un'invocatrice di 17 anni, nata a Bevelle e cresciuta sull'isola di Besaid. Suo padre, Braska, è l'invocatore che sconfisse Sin dieci anni prima dell'inizio della storia. In Final Fantasy X Yuna intraprende un pellegrinaggio in compagnia dei suoi guardiani per ottenere il supporto delle creature conosciute come Eoni e sconfiggere così Sin. Riservata, responsabile e ingenua, Yuna si apre progressivamente durante il viaggio e si innamora di Tidus. Due anni dopo la fine di Final Fantasy X, la speranza di potersi ricongiungere con Tidus la spinge ad intraprendere un nuovo viaggio attraverso Spira, rendendola la protagonista di Final Fantasy X-2. Yuna appare anche in Kingdom Hearts II e Dissidia 012 Final Fantasy È doppiata in giapponese da Mayuko Aoki e in inglese da Hedy Burress.

### Wakka
Wakka (ワッカ?) è un giovane abitante dell'isola di Besaid. È un buffissimo personaggio dal ciuffo rosso. Caratterialmente è allegro, spiritoso, coerente e generoso.
Wakka è troppo timido per rispondere a Lulu, che spesso lo tratta duramente nonostante provi un grandissimo affetto nei suoi confronti. È il primo a fare amicizia con Tidus quando quest'ultimo viene catapultato nel mondo di Spira, e proprio come Tidus anche lui è un giocatore di blitzball, anche se la squadra di cui è allenatore e capitano, i Besaid Aurochs, è famosa soltanto per non aver mai vinto una partita. La sua vita cambia radicalmente quando incontra Tidus. Nel giovane ritrova molte delle caratteristiche del fratello Chappu, ex fidanzato di Lulu morto durante una battaglia contro Sin, e, come non manca di fargli notare Lulu, tende a credere che il diciassettenne possa prendere il posto di Chappu. Profondamente legato e devoto all'invocatrice Yuna, ha deciso di lasciare il suo sport preferito per accompagnarla nel pellegrinaggio che le permetterà di sconfiggere Sin, il mostro che ha ucciso suo fratello.
Wakka è un fondamentalista del credo di Yevon, e in quanto tale, odia profondamente tutta la razza Albhed e le loro macchine belliche, che ritiene in parte responsabili della morte di suo fratello, il quale si era affidato ad esse per cercare di sconfiggere Sin. Il capitano dei Besaid Aurochs è un fervente fedele e si attiene rigidamente ai dogmi di Yevon, la divinità di Spira. Osserva i tabù e si lascia influenzare da templari e sacerdoti, che rispetta con devozione. Secondo il credo di Yevon gli Albhed, con le loro macchine, infrangono le leggi di Yevon e sono la causa della permanenza di Sin su Spira. Tuttavia la conoscenza di Rikku e lo svolgersi della storia lo portano a sviluppare un maggiore senso critico nei confronti della religione e a diventare uno spirito libero.
In combattimento, Wakka utilizza la sua palla da Blitzball, con cui è in grado di colpire anche i nemici in volo. È un personaggio decisamente equilibrato, piuttosto potente, resistente e rapido, con una mira infallibile, dotato anche di una discreta potenza magica. Ha anche il parametro di fortuna più alto del gruppo, tuttavia dimostra una debolezza verso gli attacchi magici. Impara rapidamente a sfruttare i punti deboli dei nemici che danneggia non solo con la forza bruta di Auron o la rapidità di Tidus, che possiede solo in parte, ma anche con utili tecniche che infliggono status alterati come Blind e Mutismo. Le sue turbotecniche consistono in una slot machine diversa a seconda del tipo di Turbo scelto. La prima è Slot Elementi, che infligge danni di tipo Ghiaccio, Fuoco, Elettro o Acqua ai nemici, poi vincendo diverse Leghe o Coppe Yevon si possono sbloccare Slot Status, piuttosto inutile, Slot Aurochs e, soprattutto, la mossa turbo più forte, Slot Attacchi, che supera il milione di danni a livello molto alto. Anche la sua arma finale, la micidiale World Champion, è ottenibile solo giocando a Blitzball.
Wakka compare anche come personaggio secondario in Kingdom Hearts. È doppiato in giapponese da Kazuya Nakai e in inglese da John DiMaggio.

### Lulu
Da sempre vissuta sull'isola di Besaid, Lulu (ルールー?, Rūrū) è molto legata all'invocatrice Yuna alla quale è affezionata come ad una sorella. Proprio per questo ha deciso di diventare una dei guardiani della giovane invocatrice. All'inizio del gioco si conoscono ben pochi particolari circa il suo passato a causa della sua natura cupa e taciturna, ma con l'evolvere della trama si incontreranno personaggi che faranno luce sulla sua vita. Per Lulu questo è il terzo viaggio per sconfiggere Sin, la prima invocatrice a cui fece da guardiana, Ginnem, morì durante il pellegrinaggio appena entrata nella grotta dell'intercessore rapito. L'anima della ragazza rimane nella grotta fino a quando non viene trapassata da Yuna durante il gioco. Il suo secondo pellegrinaggio si concluse nella Piana della Bonaccia (sempre vicino alla grotta dell'intercessore rapito) dove l'invocatore a cui faceva da guardiana insieme a Wakka, Zuke, decise di diventare sacerdote di Yevon e di lasciare il pellegrinaggio.
È una donna psicologicamente molto forte e decisa, non si scompone mai e riesce ad affrontare le situazioni sempre a sangue freddo, riesce a trattenere l'entusiasmo di Wakka ed è uno stabile supporto per l'infantile marito. Dapprima fidanzata con il fratello minore di Wakka, Chappu (scomparso tragicamente durante i combattimenti per distruggere Sin), decide nel seguito del gioco di sposare il fratello maggiore (Wakka appunto) del tanto amato defunto fidanzato, dal quale avrà un figlio che la costringerà a ritirarsi dalle battaglie combattute nel X, per tornare alla vita tranquilla dell'Isola di Besaid.
La sua forza sta nelle arti oscure. È all'inizio del gioco l'unica a possedere le quattro magie elementali di base (Fire, Idro, Blizzard e Thunder) ed è predisposta più degli altri ad imparare le magie oscure data la sua posizione della sferografia. La sua grande debolezza sta nella lentezza dei movimenti e nella totale assenza di potenza fisica per attacchi diretti. È perciò consigliabile l'utilizzo solo in presenza di un party con almeno un attaccante dalla considerevole potenza fisica (come Tidus o Auron). Per gli attacchi diretti sfrutta dei pupazzi stregati, che hanno vari nomi a seconda delle abilità impostate. Quello tradizionale e che possiede dall'inizio del gioco è il Moguri. La sua arma più potente si chiama Sir Onion Knight. Molto resistente sotto il punto di vista della difesa magica, è invece altamente vulnerabile agli attacchi fisici. È doppiata in giapponese da Rio Natsuki e in inglese da Paula Tiso.

### Auron
Auron (アーロン?, Āron) è uno dei primi personaggi che si incontra nel corso dell'avventura: ex-guardiano del padre di Yuna, mantiene una promessa fatta a Jecht, suo caro amico: proteggere Tidus.

### Rikku
Rikku (リュック?, Ryukku) è una giovane ragazza Albhed con una predisposizione naturale per la meccanica e i furti (dote comune a tutti gli esponenti della sua razza). La sua personalità è vivace ed ottimistica, ma in qualità di Albhed ha sofferto della discriminazione da parte di molti Yevoniti. Le iridi dei suoi occhi virano verso il verde, mentre le pupille hanno la forma di spirali. Rikku ha 15 anni quando appare per la prima volta in Final Fantasy X. Figlia di Cid, sorella di Fratello e cugina di Yuna, con lo svolgersi della trama, Rikku diventerà amica per la pelle di quest'ultima. Ha paura dei fulmini, da quando Fratello per salvarla da un mostro marino la colpì per sbaglio con una magia Thunder, e si spaventa quando i personaggi viaggiano attraverso la Piana dei Lampi. Un personaggio di Final Fantasy X-2, Gippal, afferma nel gioco di essere stato insieme a lei.
Rikku è stata la prima ad aiutare Tidus non appena approdò a Spira, sebbene i suoi compagni Albhed fossero diffidenti a tal proposito. Scompare poi dalla trama del gioco per essere poi l'ultimo personaggio che si unisce alla squadra di guardiani di Yuna.
Rikku utilizza una serie di armi simili ad artigli, di cui la più potente è la Godhand, mentre i suoi scudi prendono il nome di Targhe. Inizialmente Rikku è il solo personaggio con la capacità di rubare e di usare un sottoinsieme di articoli, alcuni offensivi come le "granate" o le "magiliti", altre medicamentose o di difesa come l'Albhedina e le "cortine". Questo, insieme alla sua turbotecnica che permette di unire qualsiasi oggetto ad altri per ottenere un effetto maggiore ed unico (Cocktail), fa di lei uno dei personaggi più versatili della serie.
Il suo personaggio sarebbe dovuto apparire in Kingdom Hearts, dove però è stata sostituita con Yuffie, personaggio preso da Final Fantasy VII. Ricomparirà comunque in Kingdom Hearts II, dove farà parte di un trio di fatine caccia-tesori, tra cui Yuna. In Final Fantasy X-2, Rikku ha 17 anni ed è un membro di "YRP" (Yuna, Rikku e Paine). Questo trio fa parte di un gruppo di cacciatori di sfere chiamato "Gullwings", capitanati da Fratello. È con Rikku che Yuna discute sulle sue paure e speranze a proposito della perdita di Tidus. È doppiata in giapponese da Marika Matsumoto e in inglese da Tara Strong.

### Kimahri Ronso
Kimahri Ronso (キマリ＝ロンゾ?, Kimari-Ronzo), come tutti gli altri personaggi giocabili, è un guardiano di Yuna, uno dei primi a diventare tale ed anche uno dei più affidabili; segue, infatti, l'invocatrice nel suo viaggio fin dall'isola di Besaid. Egli fa parte della tribù dei Ronso, originaria del monte Gagazet, e, come tale, il suo aspetto è quello di un uomo-bestia dalla carnagione blu. Possente di stazza ed agile nei movimenti, il corno che ha sulla fronte è stato spezzato da dei membri del suo clan per la sua arroganza che lo portava a non ammettere mai le sconfitte subite nei combattimenti con i guerrieri Ronso più potenti della tribù, Biran e Yenke. Fu infatti lo stesso Biran a spezzare il corno di Kimahri e a soprannominarlo "Hornless" (cioè senza corno, grandissimo disonore per un Ronso). Taciturno di carattere, per gran parte della storia non dialogherà con nessuno, tanto che Tidus rimarrà stupito la prima volta che lo sentirà parlare.
A differenza di tutti gli altri personaggi, che hanno delle caratteristiche di base specializzate in un certo campo, per la magia o per il corpo a corpo, e hanno un proprio "percorso" predefinito nella sferografia, Kimahri ne è privo e non ci sono abilità riconducibili a lui, escludendo Drakkoken e, volendo, Scan e Scalogna. È quindi possibile scegliere se farlo diventare un discreto mago, un potente guerriero o un ibrido fra le due cose, a seconda della preferenza del giocatore. Inoltre il Ronso, non avendo alcuna abilità propria, è in grado di rubare le tecniche dei nemici e di riprodurle con un attacco Turbo: il cosiddetto Nemitec. Ad esempio Kimahri potrà soffiare fiamme, farsi esplodere sacrificando la propria vita per infliggere un ingenti danni al nemico, o fare uso di poteri curativi.
In battaglia usa delle lance per combattere, tra cui la più potente è la Longinus. È doppiato in giapponese da Katsumi Chō e in inglese da John DiMaggio.

### Seymour Guado
Seymour Guado (シーモア＝グアド?, Shīmoa-Guado), assieme a Sin, è il principale antagonista di FFX. Appartiene alla razza dei Guado, ma sua madre era un'umana indicando quindi di essere un mezzo sangue. È maestro dell'ordine di Yevon, successore designato del leader. È sicuro che la spirale di morte di Spira si può fermare soltanto distruggendo completamente i continenti e i suoi abitanti, per questo motivo costringe Yuna a sposarlo per poter poi diventare la nuova reincarnazione di Sin. Suo padre, Jyscal Guado, in una registrazione, rivela che Seymour era un bambino buono, ma a causa di essere un mezzo sangue venne pesantemente discriminato insieme a sua madre, avendo così un'infanzia terribile. Soprattutto nelle rovine di Zanarkand, si viene a sapere che Seymour da bambino, era stato portato lì da sua madre, poiché decise di diventare un intercessore, per donare al figlio il potere, di sconfiggere Sin e venire visto come un eroe da Spira ed essere finalmente accettato. Questo evento distrusse Seymour nel profondo e crescendo sviluppò sempre di più, una personalità cinica, manipolatrice, distorta e vendicativa. Il fatto di volere diventare Sin e distruggere l'intera Spira, indica la sua totale follia e odio verso un mondo che non l’ha mai accettato. Jyscal si sente in colpa per com’è diventato Seymour, non avendo potuto proteggerlo dal mondo, quando era ancora un bambino, lasciando che l'odio lo cambiasse.
Seymour è un personaggio giocabile, in quanto aiuta Yuna e Auron a sconfiggere una scaglia di Sin. Ha parecchi hp e un'enorme resistenza. È molto abile nelle magie: possiede infatti magie bianche e nere di secondo livello, un potere magico superiore a quello di Lulu e di Yuna e 999 MP. Forte anche negli attacchi fisici, con la sua asta è in grado di perforare le corazze. La turbotecnica Hosannah, molto difficile da caricare, è un colpo potentissimo che può arrivare a infliggere quasi 3000 punti danno. Per mano sua avviene lo sterminio della razza dei guerrieri Ronso, tra cui vi è anche il maestro Kelk, la morte di suo padre Jyscal e di Wen Kinok. Riesce a fermare con la sola forza fisica la gigantesca scaglia Ghy, e a rimanere impassibile dopo che Kimhari gli ha conficcato la sua lancia nel cuore, anche perché quando lo colpisce è già morto, ucciso precedentemente nel tempio di Macalania. Nel corso della storia, i protagonisti lo affrontano per ben quattro volte:
- Nella prima battaglia, nel Tempio di Macalania, è ancora un essere vivente. Utilizza bimagia associata a magie nere di secondo livello e di terzo livello contro gli Eoni. Chiede anche l'aiuto del suo fenomenale Eone, Anima.
- Morto, con i lunioli di Kinok e dei suoi scagnozzi si trasforma nel cosiddetto Neo Seymour, una creatura dall'aspetto metallico e dai capelli completamente trasformati in un enorme cerchio di pietra, enormemente potente. Usa le magie di Macalania più Flare e Medusa, inoltre con il suo "Colpo Caritatevole" elimina gli Eoni al primo turno. Con lui ci si scontra a Bevelle. Neo Seymour agisce in simbiosi con un'entità chiamata Neolunio.
- Seymour Beta, la stessa forma di Neo, fusa ad un enorme e potentissimo macchinario armato di lancia e doppia spada, chiamato Mekalunio, generato con i lunioli dei Ronso caduti per mano sua. Seymour e Mekalunio agiscono in simbiosi utilizzando potentissimi attacchi fisici e magici. Anche in questa forma possiede il suo "Colpo Caritatevole".
- All'interno di Sin, i protagonisti affrontano, nell'ultimo decisivo combattimento, Seymour Omega, questa volta supportato dalle magie elementali scagliate dai quattro Luniodiski alle sue spalle, inoltre è in grado di lanciare Ultima, famosissima e potente magia nel mondo di Final Fantasy; in questa sua ultima forma, Seymour appare come una figura molto alta fatta di pura energia, dai colori lucenti. Per trasformarsi stavolta utilizza i lunioli all'interno di Sin.

È doppiato in giapponese da Jun'ichi Suwabe e in inglese da Alex Fernandez.

## Altri personaggi

### Jecht
Jecht (ジェクト?, Jekuto) è uno dei personaggi non giocabili, padre di Tidus e stella del blitzball di Zanarkand.
Dalle registrazioni contenute nelle sfere, fisicamente, appare alto e possente, un po' rude e con la tendenza a bere. Suo è, inoltre, un potentissimo tiro di blitzball, il cosiddetto “Tiro Jecht”. Si tratta di un tiro con cui è possibile colpire due avversari e fare, solitamente, goal. È un movimento piuttosto sbalorditivo, utile e di grande effetto; ne esistono due versioni, il "Tiro Jecht numero 1" che consiste nel tirare con forza la palla sulla traversa della porta (per disorientare il portiere) e poi con un secondo colpo potentissimo farla entrare e il "Tiro Jecht numero 2" più impegnativo del primo in quanto consiste nel tirare 2 primi potenti colpi alla palla per stordire i marcatori della squadra avversaria e tirare in porta. in entrambi i casi il colpo principale è preceduto da moltissime giravolte in aria per disorientare ulteriormente il portiere. Esiste un altro tiro: "Tiro Jecht numero 3" che però è un'invenzione del medesimo jecht per ispirare i tifosi a tornare a vedere le partite nel tentativo di vedere l'inesistente "Tiro Jecht numero 3".
Tidus crede di odiare suo padre. Il suo odio è determinato dal fatto che, da bambino, se Jecht era in casa, non riceveva sufficienti attenzioni da sua madre. Neppure Jecht è mai stato un bravo padre, dal momento che era solito criticare costantemente il figlio e chiamarlo “piagnucolone”. Jecht scompare dieci anni prima che Tidus incontri Sin assieme alla nave su cui si trova per un allenamento e non viene più avvistato dalla gente di Zanarkand.
In realtà, nei suoi dieci anni di assenza, Jecht è stato casualmente portato su Spira, da Sin. La gente di Spira lo conosce come Sir Jecht, l'uomo che, assieme ad Auron, ha accompagnato Lord Braska come guardiano nel suo viaggio per affrontare Sin.
La sua tendenza a bere è stata, a volte, fonte di guai come la volta in cui ha ferito la gamba di uno shoopuf credendolo un grosso mostro, costringendo così Lord Braska, il padre di Yuna a risarcire il danno di tasca propria. È Auron a raccontare, ridendo, questa storia a Tidus. Quando Jecht, Auron e Braska arrivano a Zanarkand, è Jecht a sacrificare la propria vita per trasformarsi nell'eone Supremo per poter sconfiggere Sin. Lui e Braska sono uccisi da Sin in cui è intrappolata l'anima di Jecht, controllata dal potere malvagio di Yu Yevon. L'unico momento in cui la volontà di Jecht/Sin è completamente libera è quando ascolta l'inno dell'Intercessore.
Nella battaglia finale Tidus, Yuna e gli altri si trovano ad affrontare e ad uccidere Sin. Tidus può, quindi, riappacificarsi con suo padre e rivelare la vera natura di Sin: Yu Yevon.
Jecht compare come uno dei personaggi principali nei videogiochi della Square Enix Dissidia Final Fantasy e Dissidia 012 Final Fantasy. È doppiato in giapponese da Masuo Amada e in inglese da Gregg Berger.

### Braska
Braska (ブラスカ?, Burasuka) è il padre dell'invocatrice Yuna. Dieci anni prima degli eventi narrati nel gioco fu lui a sconfiggere Sin, con l'aiuto di Auron e Jecht, il padre di Tidus, protagonista del gioco.
Durante lo svolgimento del gioco si dovranno trovare delle sfere (le cosiddette "Jecht-sfere") utili per ricostruire in maniera dettagliata la storia degli ultimi giorni del gruppo che ha sconfitto Sin, inoltre, il ritrovamento di dette sfere (insieme a quelle di Braska e di Auron) permetterà ad Auron di entrare in possesso di nuove devastanti turbotecniche.
Una statua del grande invocatore è presente all'interno del tempio di Besaid e parlando con un invocatore sarà possibile scoprire che è arrivata solo di recente.
Braska indossa un abito lungo di color prugna la cui fattura ricorda un manto di foglie (o un'armatura a piastre). Combatteva con un'asta, come la figlia, ed era solito portare un copricapo con delle strisce decorative. Tramite le Jecht-sfere, Braska aveva anche lasciato delle registrazioni per Yuna, dispiaciuto non poterla vedere crescere, sperando che avesse una vita felice. È doppiato in giapponese da Takuma Suzuki e in inglese da Andy Philpot (Final Fantasy X) e da Dee Bradley Baker (Final Fantasy X-2).

### Cid
Cid (シド?, Shido) è il capo degli Albhed, nonché padre di Rikku e Fratello e zio di Yuna (in quanto sua sorella è stata la moglie di Braska, il padre di Yuna). Come sua figlia, riesce a parlare correttamente sia la lingua Albhed che il linguaggio umano. Sarà lui a procurare l'aeronave con cui il gruppo principale potrà muoversi a suo piacimento nel mondo di Spira verso la fine della storia, e darà un notevole aiuto durante i combattimenti aerei su di essa. È doppiato da Kōichi Sakaguchi in giapponese e da Michael McShane in inglese.

### Fratello
Fratello (アニキ?, Aniki) è un Albhed, figlio di Cid e fratello di Rikku quindi anche lui cugino di Yuna. Al contrario dei suoi familiari, Fratello sa parlare solo in lingua Albhed. È un notevole pilota e un buon giocatore di Blitzball (sarà infatti possibile reclutarlo nella propria squadra durante il minigioco). È doppiato da Takayuki Yamaguchi in giapponese e da David Rasner in inglese.

### Sin
Sin (シン?, Shin) è il principale antagonista del gioco; un millennio prima degli eventi narrati, ai tempi della Zanarkand di Tidus, gli umani vivevano in un mondo ipertecnologico in cui ogni compito veniva subordinato alle macchine; essi raggiunsero il culmine quando crearono delle imponenti macchine belliche (le cui rovine esistono ancora), con cui si combatté la battaglia tra Zanarkand e Bevelle che causò un numero elevatissimo di morti e la parziale distruzione di entrambe le città; secondo la religione yevonita di Spira, il dio Yu Yevon volle punire gli umani per i loro peccati e creò Sin (che in Inglese significa appunto "peccato"), enorme essere vagamente simile ad un cetaceo ricoperto di squame e dotato di quattro arti antropomorfi, due pinne, una coda e due ali.
Il mostro appare per la prima volta durante circa 1000 anni prima, distruggendo indistintamente tutto ciò che incontra sul suo cammino grazie ai suoi incredibili poteri (si nota che è capace di richiamare a sé l'acqua per formare "bombe" e onde di marea, oltre a lanciare bordate invisibili di energia pura). Sin quindi trasporta Auron e Tidus apparentemente mille anni avanti nel futuro (o per meglio dire il presente), dando di fatto inizio alla trama vera e propria. In seguito farà diverse comparse nel gioco, quasi sempre accompagnate da morte e distruzione.
Per sconfiggere questa entità malvagia apparentemente esiste un unico modo: un Invocatore dovrà percorrere un lungo pellegrinaggio pregando le statue degli Intercessori per ottenere la forza degli Eoni, creature divine dotate di incredibili poteri, fino ad ottenere l'Eone Supremo; per poterne ricevere l'essenza, vi è tuttavia un alto prezzo da pagare: il sacrificio di una persona cara, tipicamente uno dei Guardiani (compagni di viaggio dell'Invocatore che hanno il compito di proteggerlo dagli eventuali pericoli). Una volta ottenuto l'Eone Supremo, l'Invocatore dovrà recarsi alla Piana della bonaccia ed affrontare Sin sprigionando tutta la forza dell'Eone, atto che però causa la morte di chi lo compie. Sin tuttavia non muore: l'Eone Supremo distrugge solamente il corpo dell'essere, ma la sua essenza viene mantenuta in vita da Yu Yevon, che sfrutta la forza di chi è stato sacrificato per evocare l'Eone in modo da creare ciclicamente un nuovo Sin. Il Sin attuale, quello contro cui Yuna e Tidus combattono, è nato dal sacrificio di Braska (Invocatore padre di Yuna) e del suo guardiano Jecht (padre di Tidus). Il periodo che intercorre tra la scomparsa di Sin e la sua rinascita è detto "bonacciale", il quale ha solitamente durata limitata a qualche anno.
Dato che la morte di un suo compagno è una perdita inaccettabile per Yuna, il gruppo affronta e sconfigge Yunalesca (prima invocatrice ed intercessore dell'Eone Supremo), attira Sin in una trappola e lo affronta, ferendolo gravemente. Tramite un'aeronave entrano quindi nel corpo del mostro arrivando fino al suo "nucleo". Qui, Yuna sconfigge Yu Yevon spezzando definitivamente la catena delle resurrezioni portando il Bonacciale Eterno. Questo causerà la scomparsa di tutti gli Eoni (dato che era Yu Yevon a mantenere in vita gli Intercessori, in modo da permettere nuovi pellegrinaggi e quindi la continuazione del ciclo) e con essi Tidus, che si scoprirà essere un sogno degli abitanti della vecchia Zanarkand.

### Yu Yevon
Un migliaio di anni prima della narrazione, Yu Yevon (エボン-ジュ?, Ebon-Ju) era sovrano di Zanarkand e padre di Yunalesca, oltre che un invocatore. Quando la guerra tra Zanarkand e Bevelle stava per volgersi al fine con la vittoria di questi ultimi, Yu Yevon decise, insieme ai sacerdoti e agli abitanti della città, di farsi intercessore e creare così Sin e, di conseguenza, la "Zanarkand dei sogni". Nacque così Sin, che una volta distrutto assorbe l'invocazione suprema utilizzata contro di lui e si rigenera dopo un periodo di tempo più o meno lungo (il cosiddetto "Bonacciale"), a seconda delle abilità dell'invocatore e del suo intercessore (nella narrazione del gioco l'ultimo Bonacciale è durato circa 10 anni). Il suo spirito ultramillenario che risiede in Sin sarà l'ultimo boss che i protagonisti dovranno affrontare, e con la sua distruzione verrà cancellata per sempre la minaccia di Sin. Viene presentato come un piccolo essere svolazzante, simile a un ragno col marchio, del credo di Yevon su tutto il corpo. Non è dato a sapere quale fosse, il suo aspetto umano che aveva in vita.

### Yunalesca
Yunalesca (ユウナレスカ?, Yūnaresuka) è la figlia di Yu Yevon e la prima invocatrice a sconfiggere Sin, usando come invocazione suprema il marito Lord Zaon. Dopo la sua morte, lo spirito non trapassato di Yunalesca rimane a Zanarkand per trasformare in invocazione suprema i guardiani degli invocatori che, completato il loro pellegrinaggio, verranno nella città morta per distruggere Sin. In questo modo l'invocazione suprema diventerà il nuovo Sin, e l'invocatore morirà. Quando succederà a Jecht e a Braska, un Auron furioso tornerà da Yunalesca per vendicare i due amici, ma verrà ucciso dall'invocatrice (tuttavia non verrà mai trapassato, e per questo potrà assistere dieci anni più tardi Yuna e Tidus nel loro viaggio). Verrà sconfitta definitivamente dallo stesso Auron e dal resto del gruppo, spezzando il ciclo di morte che regnava su Spira da millenni. È doppiata da Yōko Koyanagi in giapponese e da Julia Fletcher in inglese.

### Maechen
Maechen (メーヘン?, Mēhen) è un uomo saggio che ha una vasta conoscenza della storia e delle origini di tutto ciò che riguarda Spira e le sue numerose culture. Un racconta storie. Non ha mai fretta e la sua tendenza ad essere approfondito nelle sue esposizioni porta alcuni ascoltatori ad annoiarsi. Compare varie volte nel corso del gioco raccontando dettagli fondamentali della storia di Spira. Maechen ricompare in Final Fantasy X-2 e qui si rivelerà essere un Non-Trapassato. Egli ha vissuto mille anni prima a Zanarkand, prima della sua distruzione. Maechen si dimenticò di essere morto nella guerra, e vagò da quel momento, per spira raccogliendo e custodendo varie storie. Se Yuna gli stringe la mano, Maechen ricorderà infine cosa gli accadde, rivelando che quando era giovane aveva assistito ad uno dei concerti di Lenne. Benché alla fine sembra trapassare, Rikku è convinta che sia ancora in giro per il mondo e che porterà nuove storie.